# Rauma (Norge)
 For alternative betydninger, se Rauma. (Se også artikler, som begynder med Rauma)
Rauma er en kommune i Romsdal i Møre og Romsdal fylke i Norge. Den grænser i nord og øst til Nesset, i sydøst til Lesja, i syd til Skjåk, i sydvest til Norddal og Stordal, og i vest til Vestnes. Over fjorden til nordvest ligger Molde kommune. I kommunen ligger bygderne Vågstranda, Måndalen, Innfjorden, Isfjorden, Åfarnes, Mittet, Verma og kommunecenteret Åndalsnes.
Rauma kommunestyre vedtog 30. maj 2006 en vision om at promovere området som "Verdens bedste kommune for naturglade mennesker.

## Infrastruktur
Rauma med byen Åndalsnes er knudepunktet mellem den indre del af Romsdal og de større byer Molde og Ålesund. Gennem kommunen går også Raumabanen, som er den eneste jernbane med stoppesteder i Møre og Romsdal. Raumabanen knytter Møre og Romsdal til Dovrebanen, som går mellem Trondheim og Oslo.

## Kultur
Rauma Kulturhus i Åndalsnes rummer folkebibliotek, biograf, kulturskole og et frivilligcenter.

### Festivaler
- Den norske fjeldfestival afholdes hvert år i juli.
- Rauma Rock arrangeres hvert år første weekend i august.
- Sinclairespillet i Klungnes er et historisk spil om Skottetoget, som ikke spiller hvert år.

### Romsdalsmarkedet
Romsdalsmarkedet er kendt tilbage fra 1500-tallet, men er formentlig ældre. Og endnu i dag er der marked i Åndalsnes.

## Museer
- Konfektionsmuseet i Oddfred Tokles konfeksjonsfabrikk i Isfjorden giver kundskab om norsk konfektionsindustris historie, og placerer Romsdal i denne sammenhæng.
- Norsk Tindemuseum

## Kirker
Grytten prestegjeld er prestegjeld i Rauma kommune, og underlagt Indre Romsdal provsti, i Møre bispedømme. Det er 12 kirker og kapeller i kommunen.
- Eid kirke
- Grytten kirke
- Hen kirke
- Holm kirke
- Innfjorden bedehuskapel
- Kors kirke
- Rødven kapel
- Rødven stavkirke
- Togkapellet
- Voll kirke
- Vågstranda kirke
- Øverdalen kapel

## Personer fra Rauma
- Oddgeir Bruaset (1944-), journalist, forfatter[1]
- Stein P. Aasheim (1951-), forfatter
- Kjetil Siem (1960-)
- Gaute Grøtta Grav (1979-)[2]